# Rynek 10 (Lublin)

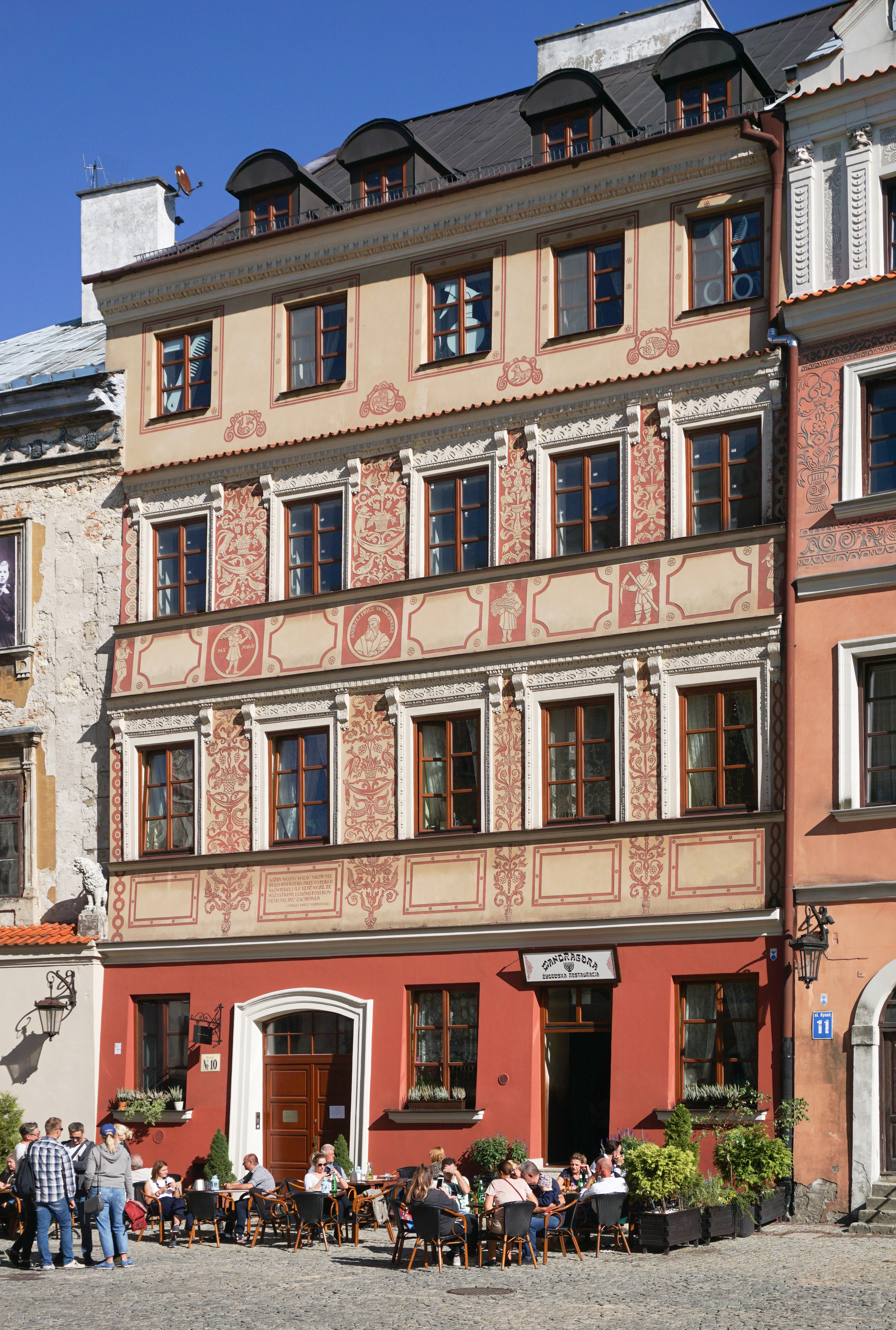
Gebäude bei Rynek 10 in Lublin

Das Gebäude an der Adresse Rynek 10 befindet sich in der historischen Altstadt von Lublin in Polen, genauer: am Marktplatz. Das erste Gebäude an dieser Stelle wurde vermutlich bereits im 14. Jahrhundert errichtet.

## Geschichte
Nach dem großen Brand in Lublin wurde es 1575 wieder aufgebaut. Ab 1608 wurde es um  das zweite Stockwerk erweitert und mit einem Dachgeschoss versehen. In den Jahren 1823 bis 1835 wurde es komplett saniert und die Erweiterung um ein drittes Stockwerk vorgenommen. Der Verputz mit allen Dekorationen wurden 1936 entfernt und die Fassade 1954 erneut drastisch verändert. Die aktuell vorhandene Fassade wurde erst Anfang des 21. Jahrhunderts nach originalen Vorlagen wiederhergestellt. Die Sgraffito zeigen neben Blumen- und Tierdarstellungen auch ein Porträt von Andrzej Frycz Modrzewski.